# Pteris christensenii
Pteris christensenii là một loài dương xỉ trong họ Pteridaceae. Loài này được Kjellberg mô tả khoa học đầu tiên năm 1933.
Danh pháp khoa học của loài này chưa được làm sáng tỏ. 